# Kateřina Šafránková
Kateřina Šafránková (* 8. června 1989, Kolín) je česká atletka, reprezentantka a rekordmanka v hodu kladivem. Soutěží též ve vrhu koulí.

## Kariéra
V roce 2007 vybojovala stříbrnou medaili na juniorském mistrovství Evropy v nizozemském Hengelu. 7. května 2008 překonala na mítinku v Pardubicích hodem dlouhým 68,26 m o 40 cm dosavadní český rekord Lucie Vrbenské a splnila tak B-limit pro olympijské hry v Pekingu. K účasti na hrách jí to nakonec nestačilo, neboť 12. července 2008 splnila lepším výkonem B-limit též Lenka Ledvinová a na olympiádu byla nominována ona. V témže roce získala stříbro na MS juniorů v Bydhošti. Stříbrnou medaili vybojovala také v roce 2009 na ME do 22 let v litevském Kaunasu. Na Mistrovství Evropy v atletice 2010 v Barceloně skončila v kvalifikaci. V červnu 2016 překonala český rekord v Kolíně výkonem 72,47 m.